# Stanisław Dowtort
Stanisław Dowtort, lit. Stasys Dautartas (ur. 22 września 1899 w Kownie, zm. 9 stycznia 1989 w Wilnie) – litewski śpiewak (tenor), artysta baletowy i reżyser teatralny narodowości polskiej.

## Życiorys
W latach 20. XX wieku był członkiem Polskiego Związku Ludzi Pracy. Od 1922 grał w Teatrze Państwowym, w latach 1924–1926 studiował balet teatralny. W 1930 ukończył Szkołę Muzyczną w Kownie. W 1940 założył z innymi Teatr Muzyczny Komedii w Kownie. W latach 1940–1946 był jego artystą i reżyserem. W latach 1953–1969 był asystentem Dyrektora Teatru Opery i Baletu Litewskiego.